# Marathon van Brussel 2012
De marathon van Brussel 2012 vond plaats op zondag 7 oktober 2012. Het was de negende editie van deze marathon. 
De wedstrijd werd bij de mannen gewonnen door de Keniaan Joseph Mutai. Met een tijd van 2:16.41 had hij ruime voorsprong op zijn landgenoot Noah Kosgei, die in 2:19.23 over de finish kwam. Bij de vrouwen zegevierde de Duitse Claire Macht door in 3:06.15 te finishen.
Het evenement kende ook een halve marathon.

## Uitslagen

### Marathon
Mannen
| rang   | naam                | land | tijd    |
| ------ | ------------------- | ---- | ------- |
| Goud   | Joseph Mutai        | KEN  | 2:16.41 |
| Zilver | Noah Kosgei         | KEN  | 2:19.23 |
| Brons  | Abdelilah Jaadar    | ESP  | 2:29.53 |
| 4      | David Ashworth      | RSA  | 2:31.13 |
| 5      | Jellie Bertels      | BEL  | 2:33.06 |
| 6      | Francisco Veloso    | BEL  | 2:33.16 |
| 7      | Valdemir Tonchinski | BEL  | 2:36.05 |
| 8      | Stefan Colaes       | BEL  | 2:38.52 |
| 9      | Gabor Vas           | HUN  | 2:39.38 |
| 10     | Paul Maes           | FRA  | 2:41.00 |

Vrouwen
| rang   | naam                   | land | tijd    |
| ------ | ---------------------- | ---- | ------- |
| Goud   | Claire Macht           | GER  | 3:06.15 |
| Zilver | Hilde Kippers          | BEL  | 3:08.50 |
| Brons  | Corinne Paoletti       | BEL  | 3:10.55 |
| 4      | Gwendoline Gauthier    | FRA  | 3:14.55 |
| 5      | Benedicte Covens       | BEL  | 3:17.16 |
| 6      | Darlene Vanneste       | BEL  | 2:19.06 |
| 7      | Jennifer Lueck-Wheeler | NED  | 3:21.53 |
| 8      | Heidi Keustermans      | BEL  | 3:22.20 |
| 9      | Silvia Lennaerts       | BEL  | 3:23.14 |
| 10     | Marie De Schrijver     | BEL  | 3:24.52 |

### Halve marathon
Mannen
| rang   | naam                | land | tijd    |
| ------ | ------------------- | ---- | ------- |
| Goud   | Michael Buss        | BEL  | 1:09.50 |
| Zilver | Andre La Gerche     | BEL  | 1:12.18 |
| Brons  | Marc Garcia Giminez | ESP  | 1:12.38 |

Vrouwen
| rang   | naam          | land | tijd    |
| ------ | ------------- | ---- | ------- |
| Goud   | Haysna Bahom  | ESP  | 1:19.06 |
| Zilver | Kelly Willis  | BEL  | 1:23.39 |
| Brons  | Eva Offermann | GER  | 1:24.58 |

2004 ·
2005 ·
2006 ·
2007 ·
2008 ·
2009 ·
2010 ·
2011 ·
2012 ·
2013 ·
2014 ·
2015 ·
2016 ·
2017 ·
2018 ·
2019 ·
2022 ·
2023 ·
2024 ·
2025